# Гюневский сельский совет (Приморский район)
Гюневский сельский совет (укр. Гюнівська сільська рада) — входит в состав
Приморского района
Запорожской области
Украины.
Административный центр сельского совета находится в 
с. Гюневка.

## История
- 1862 — дата образования.

## Населённые пункты совета
- с. Гюневка
- с. Радоловка